# Солон-ла-Шапель
Соло́н-ла-Шапе́ль (фр. Saulon-la-Chapelle) — коммуна во Франции, находится в регионе Бургундия. Департамент коммуны — Кот-д’Ор. Входит в состав кантона Жевре-Шамбертен. Округ коммуны — Дижон.
Код INSEE коммуны — 21585.

## Население
Население коммуны на 2010 год составляло 1049 человек.
| 1962 | 1968 | 1975 | 1982 | 1990 | 1999 | 2010 |
| ---- | ---- | ---- | ---- | ---- | ---- | ---- |
| 908  | 865  | 1000 | 868  | 810  | 928  | 1049 |

## Экономика
В 2010 году среди 680 человек трудоспособного возраста (15—64 лет) 533 были экономически активными, 147 — неактивными (показатель активности — 78,4 %, в 1999 году было 76,0 %). Из 533 активных жителей работали 491 человек (263 мужчины и 228 женщин), безработных было 42 (18 мужчин и 24 женщины). Среди 147 неактивных 55 человек были учениками или студентами, 60 — пенсионерами, 32 были неактивными по другим причинам.